# Муламкадакам
Муламкадакам або Мулангадакам/Муламкадаком — це район міста Коллам (Квілон) в Індії. Він розташований на півночі міста. Муламкадакам є 7-м приходом муніципальної корпорації Коллам, яка знаходиться в зоні Сактікулангара міста. Храм Деві в Муламкадакамі відомий у штаті. Центр технологічного інституту університету Керали розташований у Муламкадакамі.

## Важливість
Через Муламкадакам проходить Національне шосе-47 . Це житловий комерційний район, розташований у місті Коллам. Одне з громадських кладовищ міста Коллам знаходиться саме в районі Муламкадакаме.  Муламкадакам потрапляє під зону поштового відділення Тірумуллаварам . Також район є  освітнім центром міста. Кендрія Відьялая в місті Коллам розташована в Муламкадакамі.    Крім того, вища середня школа та центр університетського технологічного інституту (UIT) також тут розташовані В околицях Муламкадакама є багато храмів і мечетей. Він знаходиться дуже близько до човнового двору Топпілкадаву, Коллекторату Коллама, пляжу Тірумуллаварам і храму Анандаваллесварам.

## Розташування
- Автовокзал Коллам KSRTC - 4.6 км
- Залізнична станція Kollam Junction 6.7 км
- Порт Коллам - 2.3 км
- Пляж Тірумуллаварам - 2.3 км
- Пляж Коллам - 4 км
- Паравур - 24.8 км